# Народна библиотека „Доситеј Обрадовић” у Новом Пазару
Народна библиотека „Доситеј Обрадовић” основана је 1957. године као градска библиотека, а данашњи статус народне библиотеке добила је 29. децембра 1982. године. Налази се у Градском парку у Новом Пазару.

## Историја

### Просветно–културне прилике у Новом Пазару почетком 20. века
Почетком 20. просветно–културне прилике у Новом Пазару карактерисала је изразита подвојеност. Образовни садржај је био успостављен у односу на религијску припадности, па је дуго је постојао посебан начин образовања за хришћански, а посебан за муслимански део становништва. Када је реч о библиотекама, у свакој богатијој муслиманској кући и у свакој џамији постојале су приватне библиотеке, док су књиге у текијама, верским и грађанским школама биле доступне свим образованим становницима. Православно становништво је свој друштвено-културни и просветни живот организовало отварањем књижница и читаоница и то у оквирима црквено-школске општине.
Почетком 20. века на просторима Санџака почињу да делују различита добротворна друштва, која развијају националну свест, подижу морал и шире тековине културе и културног наслеђа. У оквиру православног корпуса од 1904. године делује Друштво Свети Сава, а од 1909. Друштво Реља Крилати, док се код муслимана 1920. године оснива друштво Гајрет. Прва штампарија отвара се у Новом Пазару 1912, а 1913. оснива се Гимназија. Године 1921. покренуте су и прве новине, Новопазарски гласник који је издавао Службени лист Окружног одбора, а 1930. и први дечји лист Рашка. Свесна значаја писане речи, новопазарска интелигенција се залаже да се оснује народна књижница.

### Прве књижнице и библиотеке
Први писани траг о постојању библиотеке у Новом Пазару налази се у документу који се зове Општи Извештај годишњи о школама у округу Рашком за 1920/21 и који се чува у Историјском архиву Рас у Новом Пазару. У овом документу као датум оснивања прве праве библиотеке наводи се 30. јун 1921. године. Непосредан утицај на оснивање народне читаонице имало је оснивање и рад драмске секције Рашка, основане 1921/1922. године.
У међуратном периоду појава књижница и читаоница у Новом Пазару углавном се везивала за школу, па су исте отваране искључиво за потребе ученика и наставника. У годишњем извештају у оквиру новопазарских школа „Стеван Немања” и „Свети Сава” стоји да су постојале школска, ђачка и народна библиотека. За народну библиотеку није познато где се тачно налазила, али се претпоставља да је радила у оквиру једне од основних школа.
Током Другог светског рата књижнице и читаонице су престале са радом. Интелектуална елита Новог Пазара или је страдала или избегла, а велики број књига које су биле прикупљене раније заувек је изгубљен.
После Другог светског рата уследио је период препорода. Дугогодишња окупација оставила је тешке последице које није било лако превазићи. Потреба за оснивањем јавних библиотека истицана је како у многим градовима Србије, тако и у Новом Пазару, а тадашња власт је истицала значај народног просвећивања.

### Послератни период
По завршетку рата обнову града и околине преузео је срески Народноослободилачки одбор. Једна од првих спроведених акција била је оснивање народне књижнице и читаонице, 23. децембра 1944. године. У почетку је народна књижница била смештена у неусловној згради у власништву новопазарске Православне цркве, да би убрзо била пресељена у просторије некадашњег Дома армије, приземне зграде у центру града. Од 1947. до 1949. године библиотека је деловала у згради хотела „Вукосављевић”, у којој се данас налазе просторије Бошњачког националног вијећа.

### Оснивање Библиотеке
Године 1957. библиотека постаје Самостална радна организација и мења назив у Градска библиотека „Доситеј Обрадовић” Нови Пазар. Године 1959. библиотека је располагала фондом од 7.000 књига, које је користило 1.300 читалаца. Нови период у развоју Библиотеке настаје 1963. године. Одлуком о надлежности Народног одбора, оснивач и финансијер Библиотеке постаје Општина Нови Пазар. Библиотека губи своју самосталност и припаја се Радничком универзитету. У том саставу је деловала као јединица удруженог рада пуних двадесет година и притом је неколико пута била пресељавана. Одлуком Органа управљања 1965. године бива измештена у нову зграду Дома друштвених организација, а онда 1967. у просторије Концертне дворане, где добија нефункционални простор од 80 m². У таквим условима Библиотека је 1974. године имала једног библиотекара и фонд од 6.000 књига.
Године 1978. Библиотека се враћа у просторије Дома друштвених организација, проширује фонд књига на око 40.000, формира седам издвојених одељења, а запошљава 6 радника. Дана 29. децембра 1982. године Скупштина Самоуправне интересне заједнице донела је Одлуку о оснивању библиотеке под називом Народна библиотека „Доситеј Обрадовић”.
Из састава Радничког универзитета „Ослобођење”, у којем је била од оснивања, Народна библиотека „Доситеј Обрадовић” је 26. априла 1983. године издвојена у самосталну радну организацију. Исте године формирано је и Одељење за матичне и информативне послове и обраду библиотечке грађе. Већ 28. јуна 1983. године, Народна библиотека „Доситеј Обрадовић” је проглашена за матичну библиотеку општине Нови Пазар. Следеће 1984. године Заједница културе успела је да издвоји цео први спрат Радничког универзитета „Ослобођење” и у адаптирани простор смести књижни фонд. Тада је такође одлучено да се формирају следећа одељења:
- Матично одељење,
- Дечје одељење са читаоницом,
- Одељење за одрасле читаоце са читаоницом,
- Служба за рад са читаоцима на сеоском подручју,
- Завичајно одељење које би прикупљало, обрађивало, штитило и чувало завичајну и културну баштину.

До краја 1983. године новопазарска библиотека је имала фонд са око 36.000 књига, односно око 32.000 књига у граду и око 4.000 књига у сеоским огранцима и близу 4.000 уписаних чланова.

## Библиотека данас
Скупштина општине Нови Пазар је 2. децембра 1992. године донела одлуку којом је Библиотека проглашена установом чији је оснивач Скупштина општине и постаје самостална установа.
Године 1994. за потребе Библиотеке почиње реконструкција зграде биоскопа „Црвена Звезда” у Градском парку. Библиотека је у новом простору званично почела да ради 1. јуна 1996. Пресељењем у нову зграду читаоница је издвојена од Позајмног одељења за одрасле чланове, одвојен је референсни фонд који се не износи ван Библиотеке и смештен је у посебан простор са око стотинак читалачких места.
Данас библиотека запошљава 25 радника распоређених на десет одељења:
- Одељење за матичне послове,
- Одељење за рад са одраслим члановима,
- Одељење за рад са децом,
- Завичајно дељење,
- Научно одељење са читаоницом,
- Одељење периодике,
- Одељење за стару, ретку, страну књигу и збирке на оријенталним језицима,
- Одељење за информатичке послове и дигитализацију,
- Одељење за економске и правне послове и
- Одељење општих послова.

Bиблиотека „Доситеј Обрадовић” годишње у просеку има око 5.000 активних чланова и око 80.000 књига.

## Дигитализација
Године 2006. предузети су конкретни кораци у имплементацији пројекта Виртуелне библиотеке Србије кроз платформу COBISS, јединственом библиотечко-информатичком систему чији је циљ обједињавање рада библиотека у земљи и региону. Од 1. октобра 2006. године Библиотека има своју базу на централном серверу Народне библиотеке Србије, чиме се прешло на потпуну аутоматизацију пословања.
Са електронским позајмицама књига се креће већ 2008. године, као и са израдом нових картица за чланове, односно старе папирне картице се замењују новим пластичним.

### Дигитализована грађа
Дигитална библиотека Народне библиотеке “Доситеј Обрадовић” у Новом Пазару омогућава посетиоцима преглед целокупног фонда Завичајног одељења, које има око 1400 књига, часописа, новина и друге књижевне грађе везане за Нови Пазар и околину. Дигитализација грађе је у почетној фази и тренутно има стотинак обрађених књига и часописа.

## Награде
- Године 1980. библиотекарка Народне библиотека „Доситеј Обрадовић” Марија Стојановић добила је за свој допринос у унапређењу рада библиотеке добила престижну награду „Милорад Панић – Суреп”, коју додељује Заједница матичних библиотека Србије.
- Године 1984. исту награду добила је и сама библиотека „Доситеј Обрадовић” за постигнуте резултате у развоју библиотечке делатности и унапређивању библиотекарства.[2]

## Награде које додељује Народна библиотека „Доситеј Обрадовић”
Народна библиотека „Доситеј Обрадовић” у Новом Пазару додељује следеће награде:
- Регионалну књижевну награду „Исмет Реброња”[5] за најбољу књигу поезије, прво издање, штампану током протекле године на српском, црногорском, бошњачком и хрватском језику,[6]
- Награду за победника на конкурсу за најбољу кратку причу „Прича из мог завичаја”, на ком право учешћа имају сви држављани Републике Србије
- Награду за победника на конкурсу „Пјесма Санџаку”, на ком право учешћа имају сви ученици од 5. до 8. разреда основних школа на територији Новог Пазара и околине[7]

Све студенте са просечном оценом 9 на студијама, као и све средњошколоце са одличним успехом Библиотека награђује бесплатаном чланирином.